# Szkoła wywiadowcza Abwehry w Breitenfurt bei Wien
Szkoła wywiadowcza Abwehry w Breitenfurt bei Wien – niemiecki ośrodek wywiadowczy Abwehry skierowany przeciwko ZSRR podczas II wojny światowej.
Została utworzona w Breitenfurt bei Wien, ok. 20 km na zachód od Wiednia, kilka miesięcy przed atakiem wojsk niemieckich na ZSRR. Szkolono w niej początkowo białych emigrantów rosyjskich, zwerbowanych w krajach bałkańskich. Po agresji na ZSRR 22 czerwca 1941 r., na bazie szkoły utworzono obóz ćwiczebny, do którego byli kierowani sowieccy jeńcy wojenni, chcący współpracować z Abwehrą. Pierwszym etapem było poddanie ich propagandowemu "praniu mózgu". Jeśli ochotnik dalej wyrażał wolę współpracy, trafiał na szkolenie do obozu. W marcu 1943 r. obóz ćwiczebny przeorganizowano w samodzielną szkołę wywiadowczą, podporządkowaną sztabowi Walli. Kierował nią ppłk von Arenberg. Ze strony sowieckiej najwyższym oficerem był b. kapitan Armii Czerwonej Glazenap. Szkoleni podzieleni byli na 3 grupy po 20-30 osób. W pierwszej grupie (Technische-Luft) szkolono agentów mających prowadzić rozpoznanie sowieckiego przemysłu lotniczego i różnych typów samolotów bojowych. Druga grupa (Luft) przygotowywała agenturę do rozpoznania sowieckich sił zbrojnych i ich rezerw. Ochotników do tych grup werbowano w obozach jenieckich w Hammelburgu i Łodzi spośród b. sowieckich lotników, technicznej obsługi lotnisk i specjalistów od spraw lotnictwa. Trzecia grupa przygotowywała agentów-wywiadowców na bliskie tyły frontu. Okres szkoleniowy trwał ok. 3 miesięcy. Kursanci dodatkowo przechodzili przeszkolenie z zakresu obsługi radiostacji w szkole wywiadowczej w Sulejówku. Następnie byli przerzucani za linię frontu. Część agentów otrzymywała zadania przeniknięcia do ośrodków przemysłowych, jak Nowosybirsk, Swierdłowsk, Czelabińsk, czy Uralsk. Niektórzy agenci pozostawali jednak w szkole, trafiając do pododdziału ćwiczebnego, w ramach którego prowadzili działalność kontrwywiadowczą wśród kolejnych kursantów. Byli też wysyłani do robót polowych u austriackich chłopów w celu rozpoznania nastrojów wśród robotników przymusowych ze Wschodu i miejscowej ludności. Od sierpnia 1944 r. do szkoły przyjmowano też Bułgarów, Rumunów, Serbów i Włochów.